# Landigou
Landigou é uma comuna francesa na região administrativa da Normandia, no departamento Orne. Estende-se por uma área de 5,34 km². Em 2010 a comuna tinha 457 habitantes (densidade: 85,6 hab./km²).